# Eurylabus charlottae
Eurylabus charlottae är en stekelart som beskrevs av Heinrich 1974. Eurylabus charlottae ingår i släktet Eurylabus, och familjen brokparasitsteklar. Utöver nominatformen finns också underarten E. c. shanicus.